# Vesubia
Vesubia là một chi nhện trong họ Lycosidae.